# Helianthemum nummularium
Hélianthème commun, Hélianthème nummulaire, Hélianthème à feuilles arrondies, Hélianthème jaune,  Hélianthème tomenteux
Espèce
Classification phylogénétique
L'Hélianthème commun (Helianthemum nummularium) est une espèce de plantes vivaces de la famille des Cistacées.
Autres noms : Hélianthème à feuilles arrondies, Hélianthème jaune, Hélianthème nummulaire, Hélianthème tomenteux, Herbe d'or

## Synonymes[1]
- H. chamaecistus Mill.
- H. vulgare Gaertn.
- H. berteroanum Bertol.
- H. grandiflorum (Scop.) DC
- H. obscurum Celak.
- H. pyrenaicum Janch.
- H. semiglabrum Badaro
- H. vulgare var. glabrum W.D.J. Koch

## Description
C'est un sous-arbrisseau haut de 10 à 40 cm, plus ou moins rampant, aux tiges ligneuses seulement à la base, à feuilles ovales, opposées. Fleurit de mai à septembre.

## Caractéristiques
- Organes reproducteurs
  - Couleur dominante des fleurs : jaune
  - Inflorescence : cyme unipare hélicoïde
  - Sexualité : hermaphrodite
  - Ordre de maturation : protogyne
  - Pollinisation : entomogame, autogame
- Graine
  - Fruit : capsule
  - Dissémination : épizoochore

Données d'après : Julve, Ph., 1998 ff. - Baseflor. Index botanique, écologique et chorologique de la flore de France. Version : 23 avril 2004.

## Statut
Cette espèce est protégée en Bretagne (Article 1).

## Plante hôte
L'Hélianthème commun est la plante hôte de la chenille de l'argus de l'hélianthème (Aricia artaxerxes).

## Liste des sous-espèces
Selon NCBI (24 février 2025) :
- H. nummularium subsp. urrielense
- H. nummularium subsp. berteroanum
- H. nummularium subsp. glabrum
- H. nummularium subsp. grandiflorum
- H. nummularium subsp. lycaonicum
- H. nummularium subsp. nummularium
- H. nummularium subsp. obscurum
- H. nummularium subsp. semiglabrum
- H. nummularium subsp. tomentosum
- H. nummularium subsp. tinetense

## Galerie

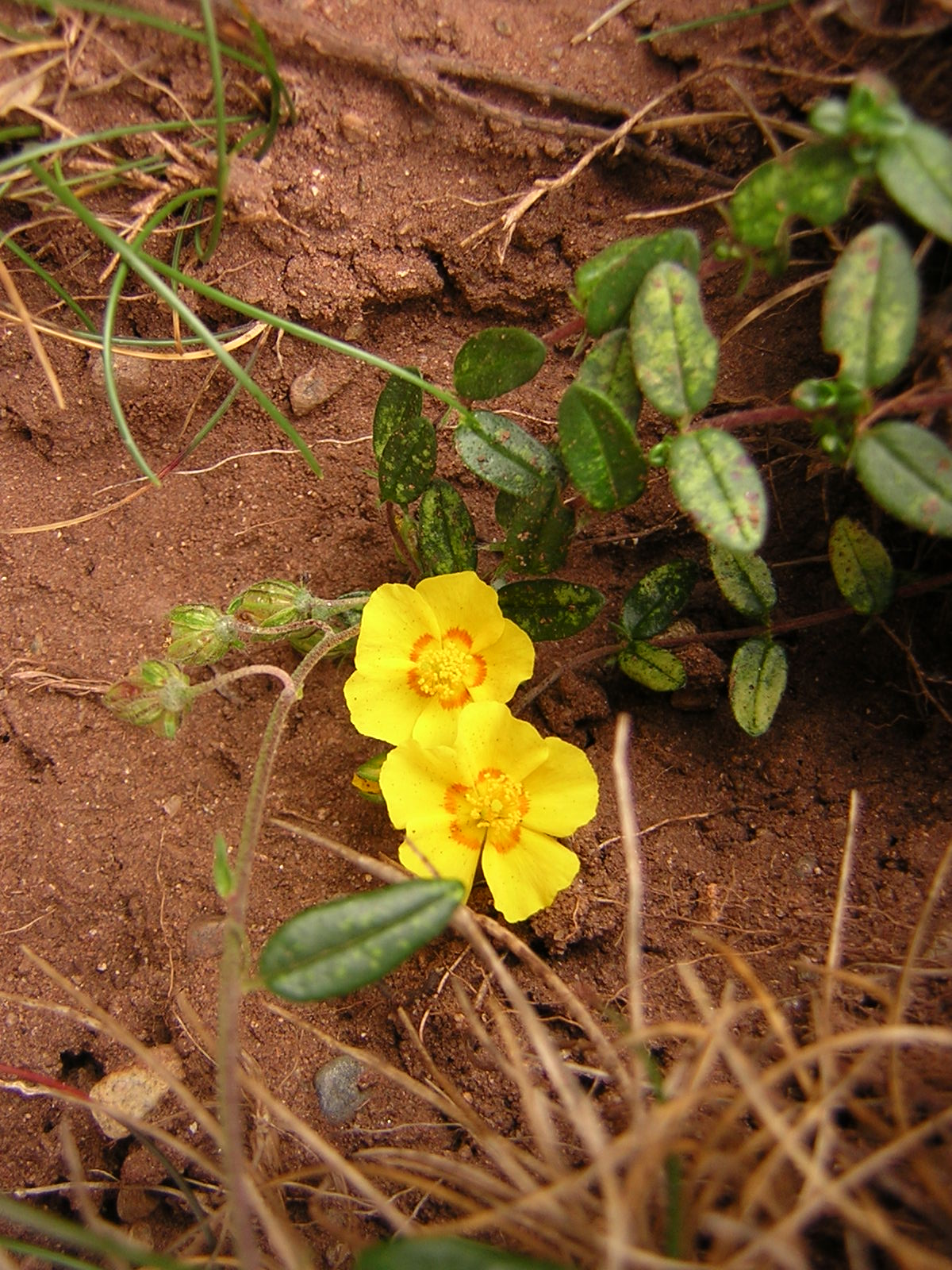
Helianthemum nummularium
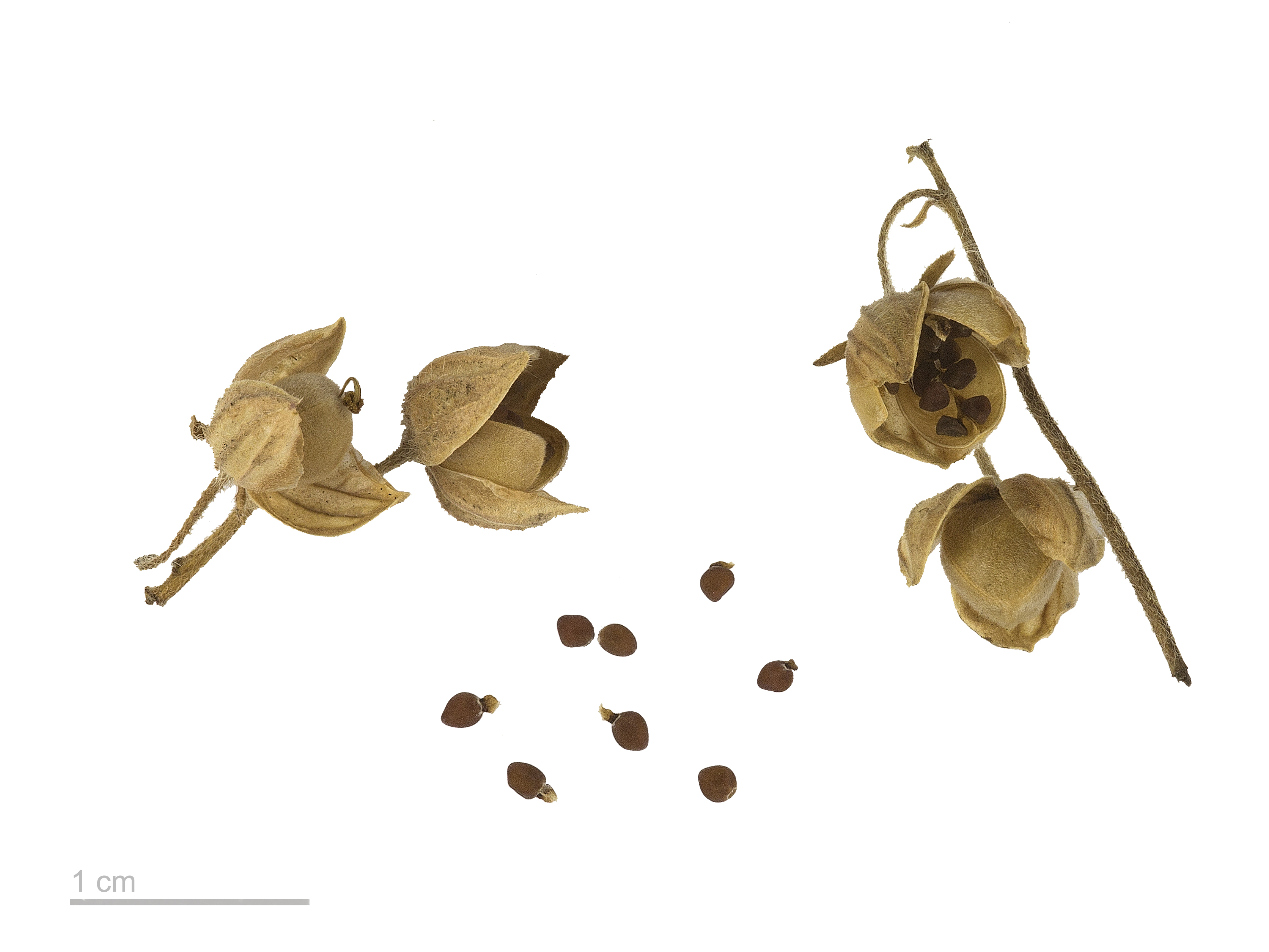
Helianthemum nummularium - Muséum de Toulouse.
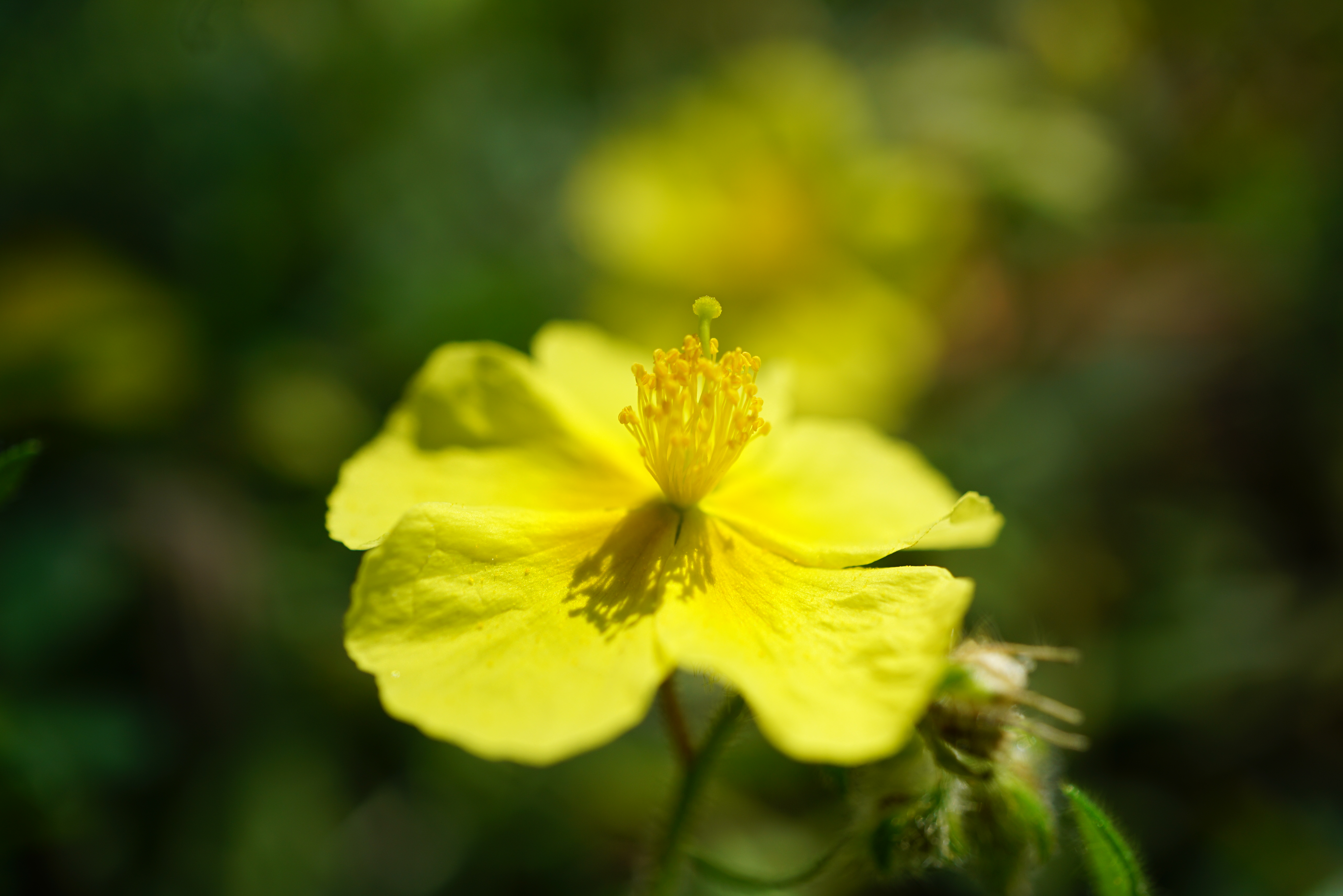
Fleur hélianthéme jaune.
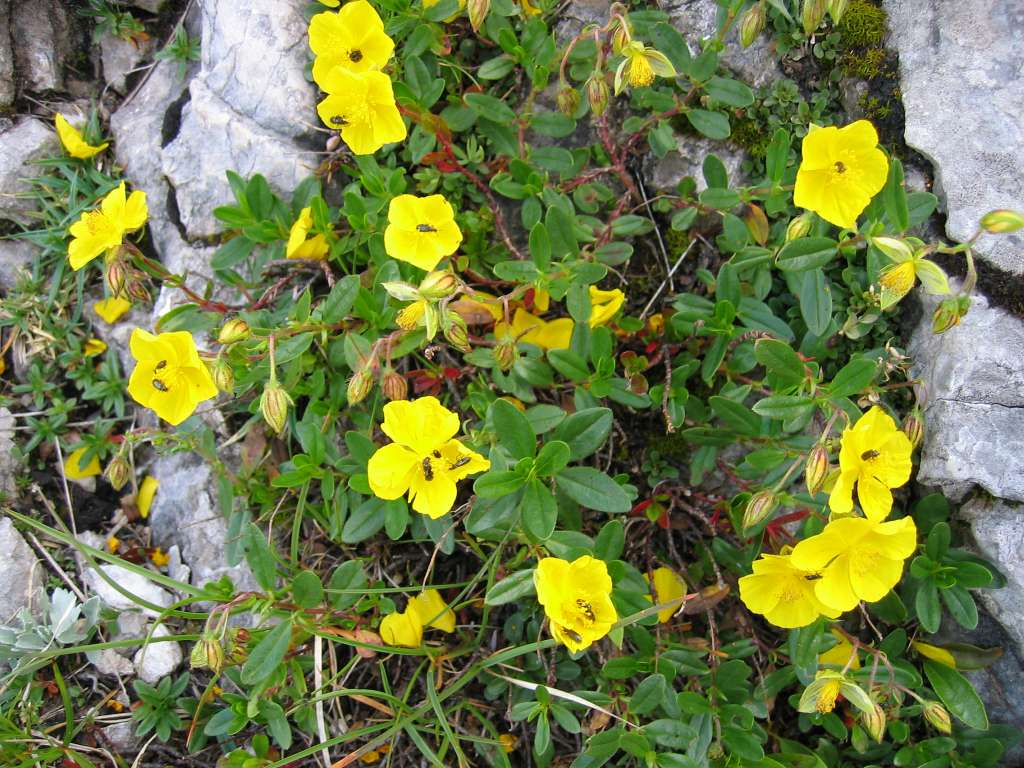
Sonnenröschen.